# Зондерштаб «Р»
Зондерштаб «Р» (Росія; Sonderstab «R» (Ruβland)) — спеціальний орган у структурі абверу, створений в березні 1942 при штабі «Валлі» для боротьби з партизанським рухом і ведення розвідувальної та контррозвідувальної роботи на окупованій території СРСР. Очолював його колишній офіцер російської армії Б.Смисловський (фон Регенау, Артур Хольстман), його заступником був колишній радянський полковник М.Шаповалов (Раєвський). Оперативна діяльність велася через обласні й районні резидентури. Окуповану територію СРСР було поділено спочатку на 5, а з липня 1943 – на 4 розвідувально-резидентські області. 3 з них охоплювали терени, що входять до складу сучасної України. Штаб розвідувально-резидентської області "А" було розташовано в м. Сімферополь. Підпорядковані йому районні резидентури діяли в Севастополі та Феодосії. Начальником області "А" був Г.Бобріков. Штаб розвідувально-резидентської області "B" розміщувався в Києві, а потім – в Умані й керував агентурною діяльністю в центральних і піденних частинах України. Районні резидентури діяли в Києві, Дніпропетровську, Черкасах, Полтаві, Вінниці, Кіровограді, Пирятині, Фастові, Іванкові, Миколаєві. Очолював область "B" колишній полковник Армії Української Народної Республіки М.Ребарук (Рибачук). У Чернігові дислокувався штаб розвідувально-резидентської області "C". Він організовував діяльність агентури в північних районах України та півдні Білорусі й мав резидентури в Чернігові, Ковелі, Овручі, Козельці, Новозибкові (нині місто Брянської обл., РФ), Лоєві, Гомелі, Калинковичах (усі нині Гомельської обл.), Бобруйську (Могильовської обл., нині всі в Білорусі) та ін. Резидентури З."Р" створювали в місцевостях, де найбільш активно діяли партизани. Вони маскувалися під цивільні установи: шляхові, будівельні, заготівельні й укомплектовувалися агентурою з числа військовополонених та осіб, вороже налаштованих до радянської влади. Працювали в тісному контакті з СД (служба безпеки) і ГФП (таємна польова поліція), відділами I "C" (розвідка) частин вермахту, куди передавали здобуті матеріали для оперативного використовування. Об'єктами уваги З."Р" були й Армія Крайова, Українська повстанська армія, Українська національно-революційна армія. При цьому зверталась увага на можливість їх використання проти радянських партизанів. Діяльність штабу проводилася в таких напрямах: виявлення місць дислокації партизанських загонів, встановлення їх чисельності, національного складу, партійного прошарку, наявність працівників НКДБ–НКВС, вивчення морального стану особливого складу, виявлення баз постачання партизанів, засобів їх зв'язку з центром, районів бойових дій, ведення агітаційної роботи, схиляння партизанів до переходу на бік німців, створення псевдопартизанських загонів. Агентура штабу залучалася також для розвідувальної роботи в тилу Червоної армії (див. Радянська армія), на теренах, залишених вермахтом. З."Р" вдалося, зокрема, зібрати інформацію про командирів та комісарів найбільших партизанських з'єднань України, зокрема, про С.Ковпака, С.Руднєва, О.Федорова, О.Сабурова, М.Наумова та ін. Наприкінці 1943 З."Р" був розформований.